# Funai
Funai Electric Co. LTD. (船井電機株式会社) je Japonská společnost se sídlem v Daitó (Ósaka), v Japonsku. Společnost byla založena v roce 1961. Pobočky má v Německu, Malajsii, Tchaj-wanu a Mexiku. Zboží dodává do celé Evropy včetně České republiky, jedná se převážně o LCD televizory, Blu-ray, DVD a jako jeden z posledních výrobců i videorekordéry.

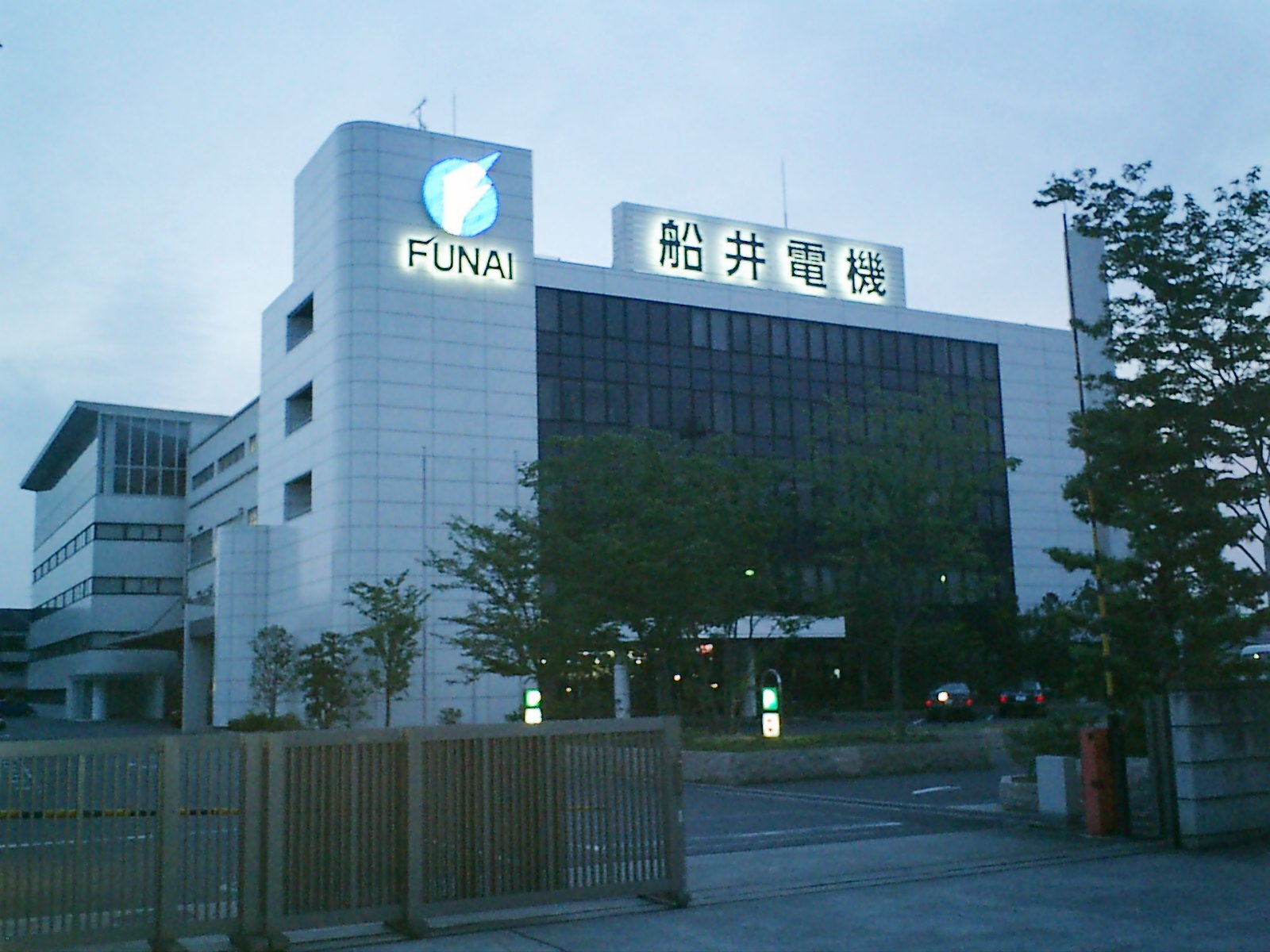
FUNAI